# سوسک‌های پیک‌نیک
سوسک‌های پیک‌نیک (نام علمی: Glischrochilus) نام یک سرده از خانواده سوسک شیره‌خوار است.